# Анна от Източна Фризия
Анна от Източна Фризия (на немски: Anna von Ostfriesland; * 26 юни 1562, Аурих; † 21 април 1621, Нойхауз на Елба) от фамилията Кирксена, е графиня от Източна Фризия и чрез женитби курфюрстиня на Пфалц (12 юли 1583 – 22 октомври 1583), маркграфиня на Баден-Дурлах (1585 – 1604) и принцеса на Саксония-Лауенбург (1617 – 1621).

## Живот
Тя е втората дъщеря на граф Едзард II от Източна Фризия (1532 – 1599) и съпругата му принцеса Катарина Васа (1539 – 1610), дъщеря на шведския крал Густав I Васа.
Анна се омъжва на 12 юли 1583 г. в Хайделберг за курфюрст Лудвиг VI фон Пфалц (1539 – 1583) от династията Вителсбахи, вдовец на принцеса Елизабет фон Хесен (1539 – 1582), син на курфюрст Фридрих III (1515 – 1576) и Мария фон Бранденбург-Кулмбах (1519 – 1567). Тя е втората му съпруга. Той умира на 22 октомври същата година. Бракът трае само няколко месеца и остава бездетен.
Анна се омъжва втори път на 21 декември 1585 г. за маркграф Ернст Фридрих фон Баден-Дурлах (1560 – 1604), най-големият син на маркграф Карл II фон Баден-Дурлах (1529 – 1577) и втората му съпруга Анна фон Пфалц-Велденц (1540 – 1586). Тя е единствената му съпруга. Той умира на 14 април 1604 г. Бракът е бездетен.
Анна се омъжва трети път на 7 март 1617 г. в Грабов за херцог и маршал Юлиус Хайнрих фон Саксония-Лауенбург (1586 – 1665) от род Аскани, вторият син на херцог Франц II фон Захсен-Лауенбург (1547 – 1619) и втората му съпруга принцеса Мария от Брауншвайг-Волфенбютел (1566 – 1626). Той е с 26 години по-млад от нея. Тя е първата му съпруга. Бракът остава бездетен.
През 1617 г. нейният съпруг Юлиус е на императорска служба, командва полк срещу Република Венеция, след това е командир в Унгария и император Фердинанд II го изпраща като посланик в двора на Дания.
Тя умира на 21 април 1621 г. на 58 години в Амт Нойхауз на Елба. Погребана е в църквата Свети Дух в Хайделберг.